# シルク・ドゥ・ソレイユ
シルク・ドゥ・ソレイユ（仏: Cirque du Soleil）は、カナダのケベック州に拠点を置くエンターテイメント集団、およびそれを管理・運営する企業。1984年に火喰い芸の大道芸人だったギー・ラリベルテが、同国同州にて設立した。名称を日本語直訳すると「太陽のサーカス」。
2020年には新型コロナウイルス感染症（COVID-19）流行による影響を受け経営状況が悪化。そのため同年6月29日、企業債権者調整法の適用をカナダのケベック最高裁判所に申請して事実上経営破綻し、会社更生を目指している。

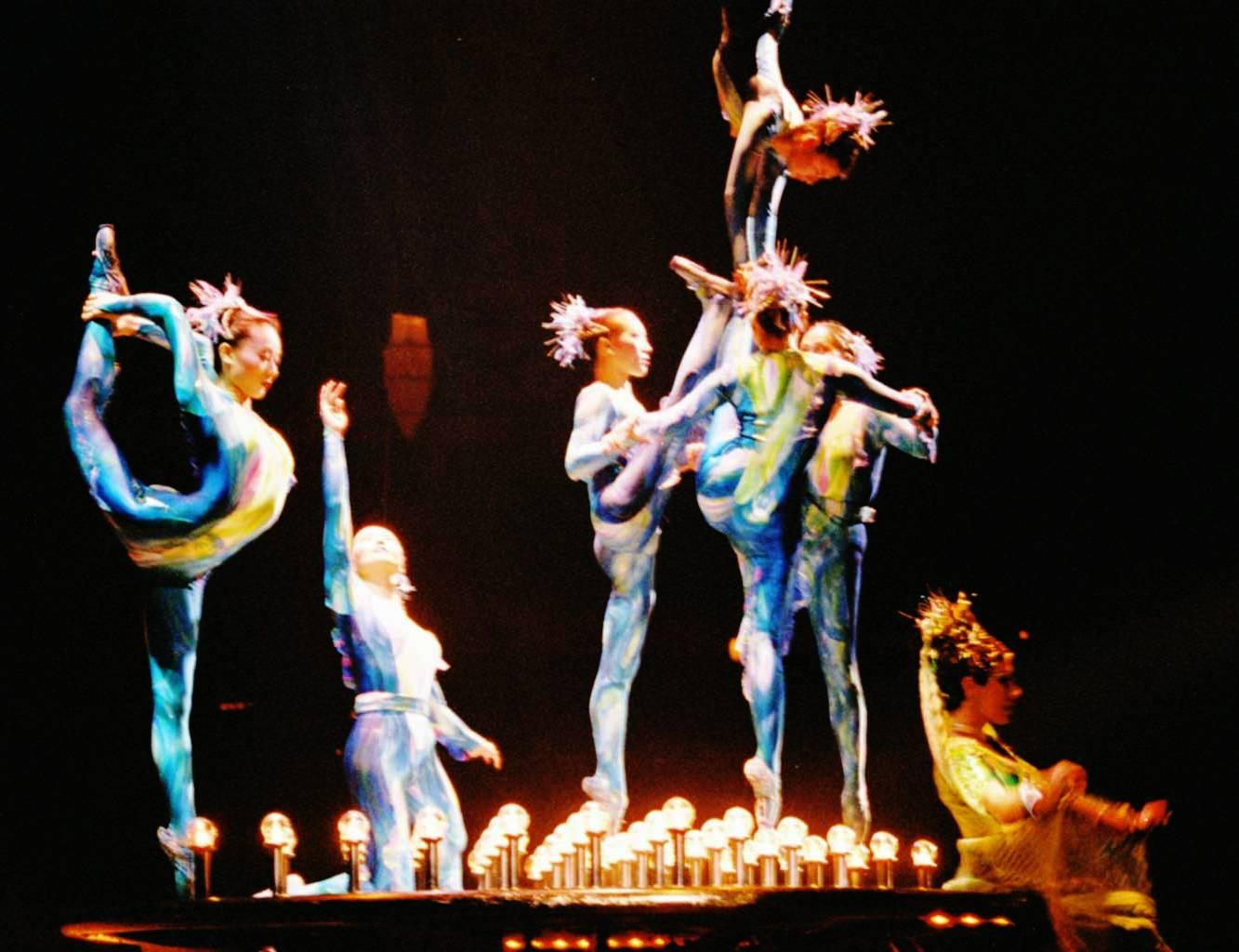
ドラリオン・ウィーン公演（2004年）

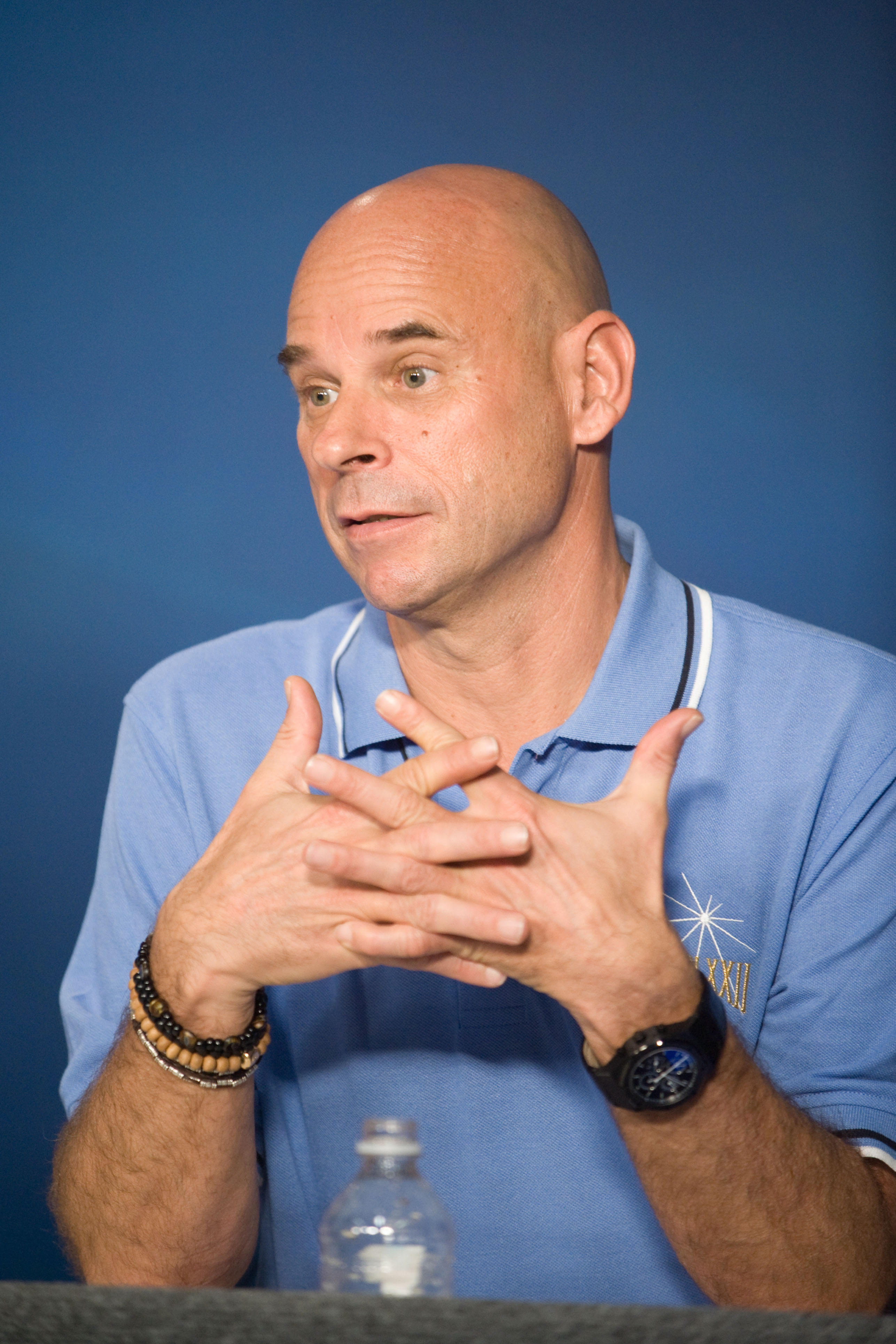
ギー・ラリベルテ

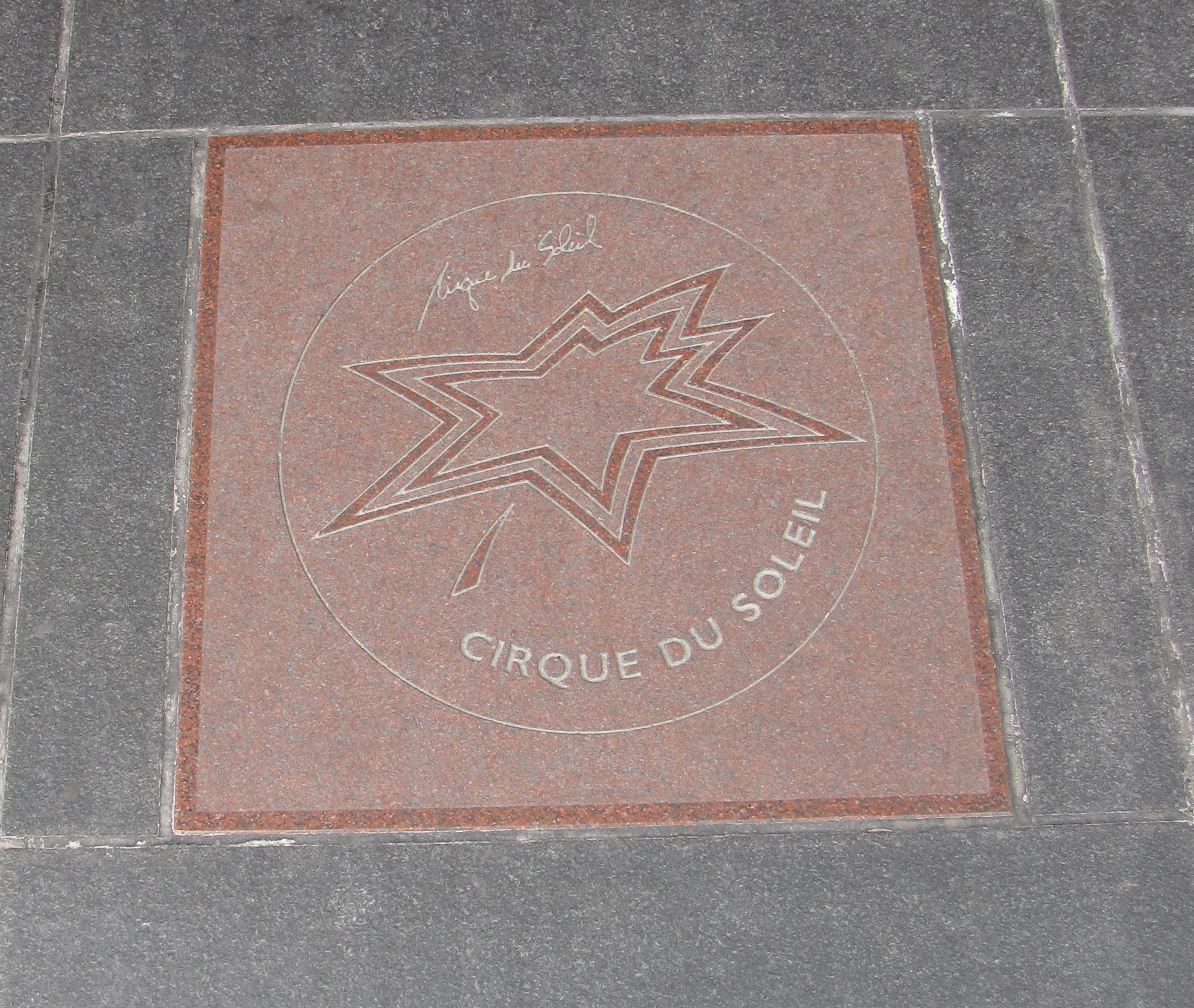
カナダの殿堂"Canada's Walk Fame"

## 概要
今日シルク・ドゥ・ソレイユでは複数のレジデントショー（常設公演）、ツアーショー（巡回公演）を並行して行っており、独特のスタイルに基づいたそれらのショーはその芸術性の高さから多くの名声を集め世界中で幅広い人気を博している。カナダのケベック州モントリオールに国際本部が置かれている。ショーのスタイルにはサーカスの伝統様式を取り入れているが、演者としての人間を強調する「ヌーヴォー・シルク（新サーカス）」と呼ばれるもので、動物を使った曲芸は行わない。大道芸、サーカス、オペラとロックの要素をふんだんに取り入れ、体を自在に曲げる軽業や、ジャグリング、力業、道化と空中ブランコなどがよく登場する。
彼等のショーに登場する衣装は非常に多彩でそして創造的であり、祝祭の雰囲気を醸し出している。衣装は外注だと満足できる物が作れない、と考えている為、肌襦袢も含めた全ての衣装のデザインと染色と縫製は自社の専属スタッフが行っている。また、特に常設舞台では莫大な金額をつぎ込んで複雑な機構を持つ大規模なセットを組むことが多い。
シルク・ドゥ・ソレイユは、毎日午前6時30分から午後9時30分まで営業している。

## 歴史

### 1984年 - 1989年: 設立と初期の作品
シルク・ドゥ・ソレイユは、1984年に火喰い芸の大道芸人だったギー・ラリベルテによって、カナダのケベック州において設立された。

### 2000年 - 2009年: 急成長
2003年から2007年にラスベガスのシーザーズ・パレス・ホテルで行われたセリーヌ・ディオンの常駐ショー「A New Day」は、フランコ・ドラゴーヌ（シルク・ドゥ・ソレイユの監督）がプロデュースし、シルク・ドゥ・ソレイユに着想を得たものである。
シルク・ドゥ・ソレイユの芸術性や創造性の秘密、安全面での取り組み等、シルク・ドゥ・ソレイユの内側を物語風に紹介した『白い扉の向こう側 ようこそシルク・ドゥ・ソレイユへ』が2007年2月にランダムハウス講談社から刊行されている。

### 2010年 - 2014年: 人員削減とリストラ
2010年4月にはマイケル・ジャクソンの音楽を題材としたミュージカルを制作するとHP上で発表した。2011年12月から始まったマイケルのコンサートを模したショーの世界ツアー行った後、2012年から内容をよりミュージカル色の濃いプログラムに改変し、ラスベガスのマンダレイ・ベイ・ホテルでレジデント・ショーとして公演する予定である。
2012年11月9日にジェームズ・キャメロンがプロデューサーとして参加した、映画『シルク・ドゥ・ソレイユ3D 彼方からの物語』が公開された。
2013年2月14日にシルク・ドゥ・モンド（意味＝世界のサーカス）と呼ばれる無料のサーカス教室を、カナダ、アメリカ合衆国、ブラジル、チリ、オーストラリア、南アフリカ、モンゴルを含む世界15か国の貧困地域で、現地のNGO、自治体、企業の協力で運営し、シルク・ドゥ・ソレイユのコーチから指導法を学んだ現地の人が、教育が行き届かず失業率も高い現実で将来を悲観したストリートチルドレンにサーカスを指導する事で、自分の無限の可能性を引き出して現実社会に役立てる人（サーカス団員ではなく現地で就職や家事が出来る人）を育てる福祉活動をしている事が、NHK総合テレビの『地球イチバン』で紹介された。
2013年6月29日にラスベガスのMGMグランドで「カー」の公演中に演者が落下し死亡する事故が発生。シルク・ドゥ・ソレイユで初の死亡事故となった。

### 2015年 - 2020年: TPGキャピタル、復星国際、ケベック預金投資年金ファンドの下でのリブランディングと多角化
2015年7月、株式の90%が買収されカナダ政府が買収を認証。内訳はアメリカのTPGキャピタルが60%、中国の復星国際が20%、ケベック預金投資年金ファンドが10%であった。
2015年11月9日、シルク・ドゥ・ソレイユはMSCクルーズとの長期的パートナーシップを結び、2017年に就航する新造船、MSCメラビリアにてほとんど毎晩ショーが開かれる予定になっている。また、2019年、2020年に同クラスの3船が加わりそこでもシルク・ドゥ・ソレイユによるショーが公演される予定である。この新造船の劇場はシルク・ドゥ・ソレイユを誘致するために設計され、ショーの内容もMSCクルーズ専用となっていて、有料である。

### 2020年 - 2021年：新型コロナウイルス（COVID-19）流行の影響
2020年、新型コロナウイルスの感染が世界各地に拡大。ラスベガスをはじめ世界中で開催中だった44公演が全て中止に追い込まれた。同年3月19日、シルク・ドゥ・ソレイユは全従業員の95％に相当する、ダンサーを含めたスタッフ4,679人を一時解雇すると発表。これが負債総額10億米ドル（約1,098億円）にも上る経営破綻への契機となった。その後、株主らからの5,000万米ドル（約54億9,100万円）の資金援助や、ケベック州政府から2億米ドル（約220億円）の借款を受けたものの、同年6月29日、ケベック最高裁判所に企業債権者調整法を適用するよう申請し破産手続きを開始。TPGや復星国際などが事業再生に必要な計3億ドルを負担する。劇団員3,480人を解雇し、興行復活を目指すこととなった。その際、最高経営責任者のダニエル・ラマールは今後の意向として、新型コロナウイルスによる規制・制限などが終了して、再び興行が可能な状況になれば、主要な大部分の従業員を再雇用する考えを表明した。
2020年8月18日、カタリスト・キャピタル・グループが経営権を取得し、再建に乗り出した。

### 2021年 - 現在 流行後の再編成下での新たな挑戦
2021年6月より公演を再開する。

## ショー

### レジデントショー（常設公演）
常設公演は2024年3月現在、3都市で8公演。
メキシコ・カンクン
JOYÀ（ホヤ）
公演劇場：Vidanta Riviera Maya Theater
公演期間：2021年12月18日 -
南米では初のレジデントショー。ショータイトルのJOYÀはスペイン語で「宝石」という意味

アメリカ合衆国・ネバダ州ラスベガス
全て、ホテル内の専用劇場で公演されている。
O（オー）
公演ホテル：ベラージオ
公演期間：1998年10月15日 -
フランス語で水を意味するeau（オー）に基づくネーミング。
シルク・ドゥ・ソレイユの名声を一気に広めた代表的な演目。ステージが一瞬のうちに巨大なプールになってしまうという舞台装置は、初見では理解できないほどのインパクトを与えた。それにより、それまでのシルク・ドゥ・ソレイユのパフォーマンスにアーティスティックスイミングの要素が加わり、かつて体験した事のない世界観を作り上げたと絶賛された。開演当初は、あまりの人気で全く予約が取れず、その事で世界中に知られるきっかけになった。

Mystère（ミステール 「ミスティア」と英語読みされることも多い。）
公演ホテル：トレジャー・アイランド
公演期間：1993年12月25日 -
1993年から上演され、シルク・ド・ソレイユがラスベガスで現在の大成功を収めるきっかけになった演目。シルク・ドゥ・ソレイユの「前衛的なサーカス」という、原点というべき形がここにある。世界各地で数多く上演される様になった現在でも、現在も形を少しずつ変えながら進化を続けてる。

Kà（カー）
公演ホテル：MGMグランド
公演期間：2004年10月12日 -
Kà（人間の心に宿るさまざまな魂の総称）
大評判になった「O」の後に作られた事も有り、度肝を抜く演出はさらにエスカレート。ステージ自体が立体的に浮き上がるという、体験した事の無い圧倒的な空間演出。シルク・ドゥ・ソレイユの中で、最もメカニカルな演目である。

Love（ラヴ）
公演ホテル：ミラージュ
公演期間：2004年6月30日 -
ビートルズをテーマにした演目。他のシルク・ドゥ・ソレイユの演目とは明らかに異なっていて、サーカス的な部分よりも、イメージ的なパフォーマンスが主体になっており、コンサート空間を時代を超えて体感するという趣。2時間のプロモーションビデオをリアルタイムで体感している感覚。

Michael JacksonOne（マイケル・ジャクソン:ワン）
公演ホテル：マンダレイ・ベイ
公演期間：2013年5月23日 -
マイケル・ジャクソンをテーマとした演目だが、ツアーショー「マイケル・ジャクソン：ザ・イモータル・ワールドツアー」とは別の内容。一時期はツアーショーが常設ショーになると噂されていた。
脚本、演出はジェイミー・キング。

Mad Apple（マッド・アップル)
公演ホテル：ニューヨーク・ニューヨーク
公演期間：2022年5月12日 -
ニューヨークがテーマのショー。未成年には相応しくない言葉やテーマがあるためR18のショーとなっている。

アメリカ合衆国・フロリダ州オーランド
Drawn to Life（ドローン・トゥ・ライフ）
公演劇場：ディズニー・スプリングス（ウォルト・ディズニー・ワールド・リゾート）
公演期間：2021年12月18日 -
ラヌーバ終了後にスタートしたショー。ディズニー作品をテーマにしている。

#### 終了したレジデントショー
アメリカ合衆国・フロリダ州オーランド
La Nouba（ラ・ヌーバ）
公演劇場：ディズニー・スプリングス（ウォルト・ディズニー・ワールド・リゾート）
公演期間：1998年12月23日 - 2017年12月31日
フランス語で楽しく騒ぐ事を意味する「LA NOUBA」。
独特の歩き方で現れる大人気キャラクター「ザ・タイタン」の登場から、一気にファンタジーの中に引き込まれる。後発の「O」「KÀ」のような圧倒的な舞台装置の凄さではなく、あくまでも人間の肉体の凄さを表現し、フィナーレのパワートラック・トランポリンでは、重力を無視したかのようなパフォーマンスを見る事が出来る。

アメリカ合衆国・ネバダ州ラスベガス・ストリップ
Criss Angel BELIEVE（クリス・エンジェル ビリーヴ）
公演ホテル：ルクソール
公演期間：2008年10月31日 - 2016年4月17日
アメリカの世界的マジシャン、クリス・エンジェルのマジックショーを題材とした演目。空中浮遊や瞬間移動などのような奇抜でダイナミックな演出が特徴的。

Zumanity（ズーマニティ）
公演ホテル：ニューヨーク・ニューヨーク
公演期間：2003年9月20日 - 2020年3月14日
Zumanity（動物園の Zoo と、人間らしさのHumanity を掛け合わせた造語）
性をテーマにしている大人向けの演目。劇場として非常に狭く、目の前でパフォーマンスを見る事が出来る。演出内容がエロティックなため、入場にはR18の年齢制限が課されていた。

Viva Elvis（ビバ・エルビス）
公演ホテル：アライア
公演期間：2010年2月19日 - 2012年8月31日
生前のエルヴィス・プレスリーの映像とシルク・ドゥ・ソレイユのパフォーマンスを組み合わせたもの。
エルヴィス・プレスリーの代表曲が約30曲使用されている。
Zarkana（ザルカナ）
公演ホテル：アライア
公演期間：2012年11月 - 2016年4月30日
元々はツアーショーだったが、2012年11月に常設公演となった。廃止された劇場にいる魔術を失った魔術師の物語。
アメリカ合衆国・ロサンゼルス
Iris（アイリス）
公演劇場：ドルビー・シアター
公演期間：2011年9月25日 - 2013年1月19日
映画の歴史や映画の制作現場でのストーリーに基づく作品。
中国・マカオ特別行政区
Zaia（ザイア）
公演ホテル：ザ・ベネチアン・マカオ・リゾート・ホテル
公演期間：2008年8月28日 - 2012年2月19日
星と惑星、宇宙と無限を少女の視点でとらえたファンタスティックな世界を繰り広げる。
日本・千葉県浦安市
Zed（ゼッド）
公演劇場：シルク・ドゥ・ソレイユ シアター東京（東京ディズニーリゾート内）
主人公Zedが「天」と「地」の二つの世界を旅し、さまざまな人、神、命の躍動に出会う。Zedの成長と同時にZedが旅してきた2つの世界が最後にはひとつに結ばれる。
公演期間：2008年10月1日 - 2011年12月31日

##### レジデントショーに準ずる公演
WINTUK（ウインタック）
公演劇場：マディソン・スクエア・ガーデン WAMUシアター（米国・ニューヨーク州ニューヨーク）
ニューヨークのために作られた毎年ホリデーシーズン期間限定のショーであり、また会場のマディソン・スクエア・ガーデンも専用の劇場ではなく機材類も当然仮設のものであるので厳密にはレジデントショーではない。冬を迎えたのに雪がないのを残念がる少年が様々なパフォーマーとともに雪に囲まれた北の町を目指すというクリスマスを意識したストーリー。
公演期間
1. 2007年11月7日 - 2008年1月6日
2. 2008年10月30日 - 2009年1月4日
3. 2009年11月11日 - 2010年1月3日
4. 2010年11月17日 - 2011年1月2日

### ツアーショー（移動公演）
現在公演中のショー

Koozå（クーザ）
一人の人間を通して描く人間性の物語。サンスクリット語の「KOZA（コザ）」が語源で、『宝箱』の意。

OvO（オーヴォ）
虫達の生活の様子と、エコロジーシステムを主にしたショー。ポルトガル語で『卵』の意）
シルク・ドゥ・ソレイユとしては初のファンタジー作品で人間(人型の神や精霊も含む)が一切登場しない作品。

KURIOS – Cabinet of Curiosities（キュリオス - キャビネット・オブ・キュリオシティズ）
シルク・ドゥ・ソレイユ30周年を記念する作品。19世紀、産業革命により世の中が前向きな雰囲気に満ちていた頃の雰囲気を反映している。「Curiosity」が語源で、『骨董品』の意。

LUZIA（ルージア）
古今のメキシコをテーマにしたショー。

CRYSTAL（クリスタル）2017年10月〜
シルク・ドゥ・ソレイユ初のアイスショー。スケートとアクロバットが融合し、氷の上で新たなエンターテイメントを織り成す。

Alegría（アレグリア）-IN A NEW LIGHT-（新たなる光）
時代の流れと社会の変化を描いた作品。スペイン語で『喜び』『歓喜』の意。
名作アレグリアのリメイク作品となっている。

Corteo（コルテオ）
道化師の世界の物語。イタリア語で『葬列』。

BAZZAR（バザー）
古いサーカスをテーマとし、シルク・ドゥ・ソレイユのルーツでもある「旅芸人」をテーマにしているショー

MESSI10（メッシ・テン）
リオネル・メッシの人生をテーマにしたショー

ECHO（エコー）
人間と動物との繋がりや共生をテーマにしたショー

Songblazers(ソング・ブレイザーズ)
カントリーミュージックをテーマにしたショー

#### 終了した公演
Alegría（アレグリア）（Alegría2含む）
時代の流れと社会の変化を描いた作品。スペイン語で『喜び』『歓喜』の意。

Dralion（ドラリオン）
古代中国（ドラゴン）と西洋（ライオン）を融合し空水火土を表現する作品。

DELIRIUM（デリリアム）
現代の都会に住む若者の孤独を表現した作品。

Quidam（キダム）
我々の中にいる通りすがりの不思議な人物キダムによる世界の物語。ラテン語で『名もなき通りすがりの者』を意味する。

Saltimbanco（サルティンバンコ）
大都市を舞台にしたアクロバットショー。『saltare in banco』（古代イタリア語で『ベンチを跳び越える』もしくは『ベンチの上に跳び上がる』）が名前の由来。

Varekai（バレカイ）
時間や場所にとらわれない何でも可能になる世界の物語。ジプシーの言葉（ロマニー語）で『永遠』『何処でも』という意味。

Totem（トーテム）
人類がまだ両生類的な動物であった頃の深層意識に基づく人類創世の神話を表現した作品。

Michael Jackson： The Immortal World Tour（マイケル・ジャクソン：ザ・イモータル・ワールドツアー）
マイケル・ジャクソンをテーマに、彼の楽曲に合わせ展開するアクロバティックなショーによるロックコンサート形式の作品。

Amaluna（アマルナ）
シェイクスピアの作品テンペストに着想を得た作品。出演者の7割を女性が占める。

VOLTA（ボルタ）
自由を探す物語。BMXなどのエクストリームスポーツを取り入れた作品。

Banana Shpeel（バナナ・シュプール）

FASCiNATiON（ファシナシオン）

TORUK - The First Flight（トゥルーク - ザ ファーストフライト）
映画「アバター」を題材とした作品。

## 映像作品
シルク・ドゥ・ソレイユのマルチメディア部門であるシルク・ドゥ・ソレイユ・イメージは、映画、テレビ、ビデオ、DVD 向けのオリジナル作品を制作し、全世界に制作を送り出している。『ファイアー・ウィズイン』、『コルテオ』、『ドラリオン』、『ヌーヴェル・エクスペリエンス』、『Le Cirque Réinventé』では、複数のジェミニ賞と7つのプライムタイム・エミー賞を受賞。

### テレビ番組
- 日経スペシャル ガイアの夜明け 東京ディズニーリゾート 次なる野望 ～ショービジネスへの挑戦～（2008年10月14日、テレビ東京）[18]。- 日本で初めての常設劇場を取材。

## 日本での展開

### 日本でのレジデントショー
- 「ZED」

### 日本でのツアーショー

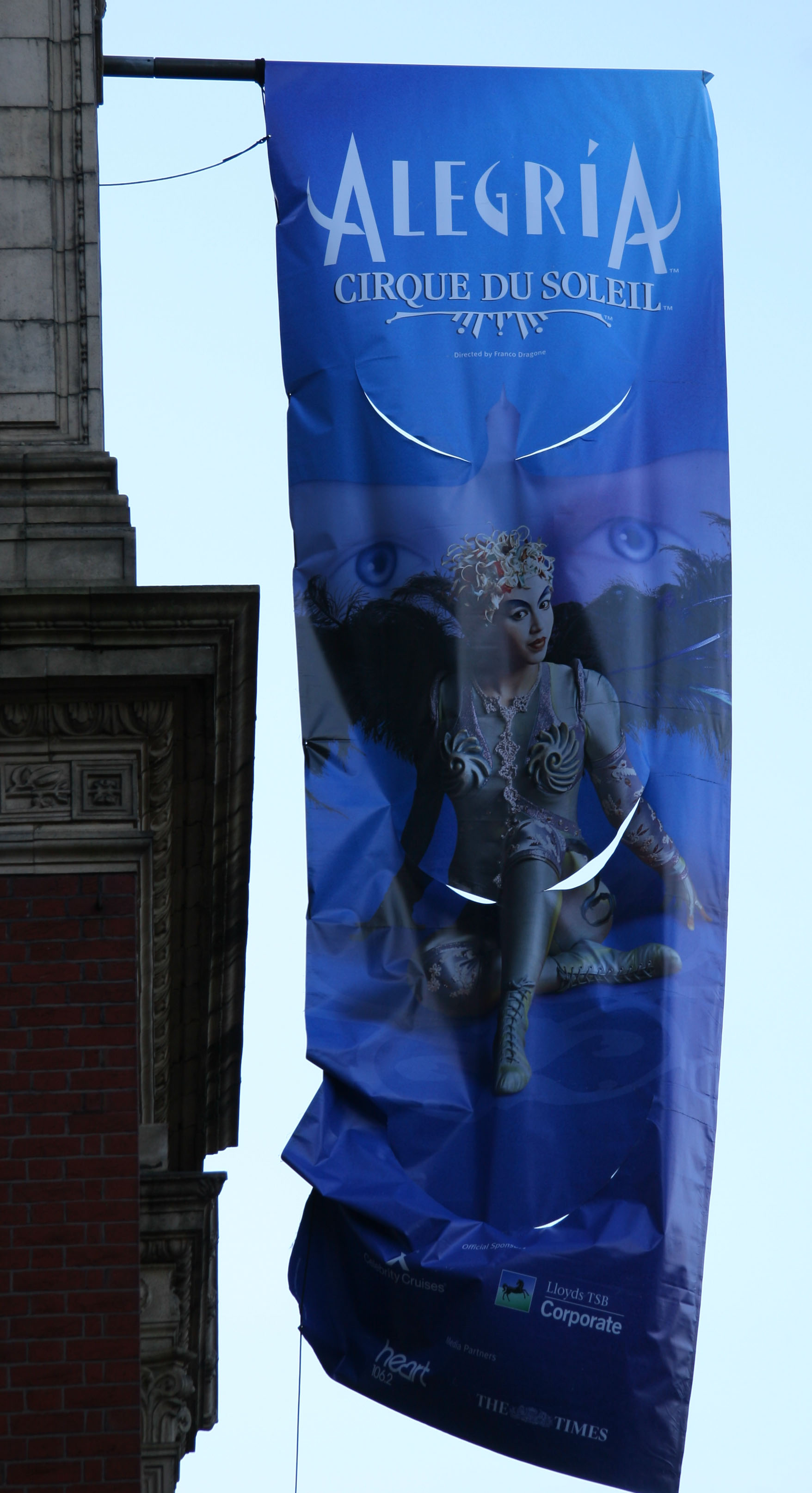
アレグリア

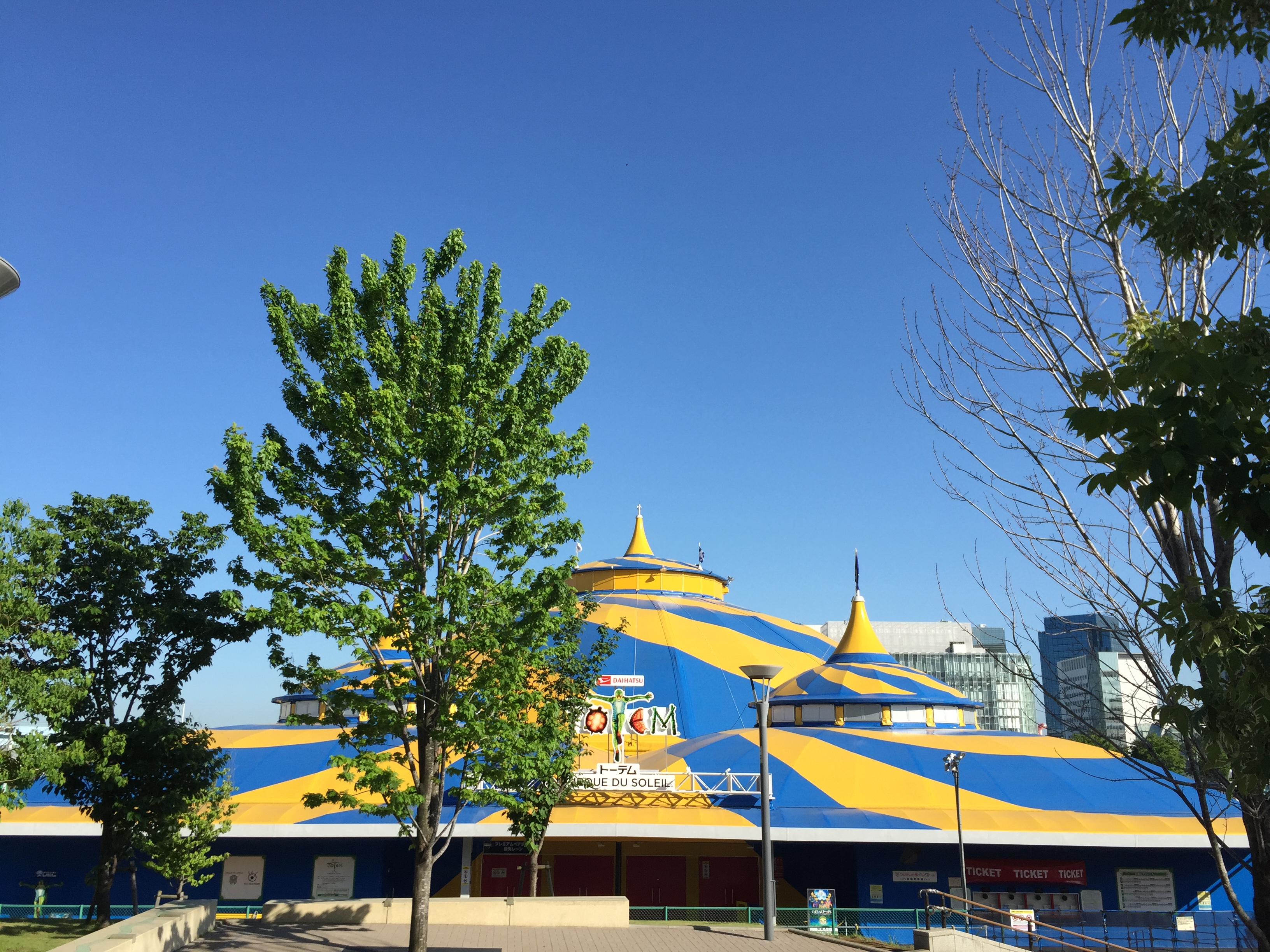
ダイハツ トーテム（東京都江東区青海 2016年）

日本でのツアーショー（巡回公演）はフジテレビジョンが各地の（FNS）系列局と共催する形で1992年（平成4年）から行われている。当初は公演ごとに協賛スポンサーが変わっていたが、2007年以後、ダイハツ工業が冠協賛を続けている。
- 「KIRIN LAGER ファシナシオン」（1992年5月22日 - 8月31日 札幌市、仙台市、東京都、横浜市、大阪市、名古屋市、札幌市、広島市、北九州市で118回上演）
- 「NISSANサルティンバンコ」（1994年3月11日 - 9月11日 東京都で248回上演）
- 「NISSAN アレグリア」（1996年3月22日 - 10月20日 東京都、福岡市で260回上演）
- 「デイリーヤマザキ サルティンバンコ2000」（2000年10月12日 - 2001年11月25日 東京都、横浜市、愛知県稲沢市、大阪市、福岡市で530回上演。ハロー!プロジェクトのメンバーがPRキャラクターを務めた。テーマソングは「恋愛レボリューション21」）
- 「カーコンビニ倶楽部 キダム」（2003年2月7日 - 2004年4月4日 東京都、稲沢市、大阪市、福岡市で516回上演。東京では凱旋公演もあった。前ツアーに引き続きハロー!プロジェクトのメンバーがPRキャラクターを務めた。テーマソングは「Do it! Now」、「AS FOR ONE DAY」、「シャボン玉」）
- 「KDDI アレグリア2」（2004年10月29日 - 2005年11月27日 東京都、稲沢市、大阪市、福岡市で466回上演）
- 「ダイハツ ドラリオン」（2007年2月7日 - 2008年6月15日 仙台市、東京都、名古屋市、大阪市、福岡市で569回上演。小倉智昭をメイン応援団長として各界著名人がスペシャルサポーターとしてPR）
- 「ダイハツ コルテオ」（2009年2月4日 - 2010年6月6日 東京都、名古屋市、大阪市、福岡市、仙台市で564回上演[† 2]。日本ツアー新記録となる167万9500人の動員を達成した。尚、2008年10月から2011年末まで常設劇場として運用されていたシルク・ドゥ・ソレイユ シアター東京との関係もあり、この公演から「ツアーショー」という表現を公式に使用している）
- 「ダイハツ クーザ」（2011年2月2日 - 2012年4月1日 東京都、大阪市、名古屋市、福岡市で463回上演[† 3]）
- 「ダイハツ マイケル・ジャクソン：ザ・イモータル・ワールドツアー」（2013年5月9日 - 6月16日 さいたま市、横浜市、名古屋市、福岡市、大阪市で36回上演）
- 「ダイハツ オーヴォ」（2014年2月12日 - 2015年6月7日 東京都、大阪市、名古屋市、福岡市、仙台市で558回上演）
- 「ダイハツ トーテム」（2016年2月3日 - 2017年5月21日 東京都、大阪市、名古屋市、福岡市、仙台市で551回上演）
- 「ダイハツ キュリオス」（2018年2月7日 - 2019年5月29日 東京都、大阪市、名古屋市、福岡市、仙台市で553回上演）
- 「ダイハツ アレグリア -新たなる光-」（2023年2月8日 - 2023年10月10日 東京都、大阪市で271回上演）

## 日本人メンバー
シルク・ドゥ・ソレイユには世界トップクラスの大道芸人、ダンサー、アスリート、美術家などが集まる。日本人も活躍している。
- レジデントショー、ツアーショーに出演した日本人*

MYSTÈRE吉野和剛、横山真吾、山本麻以
O奥野史子（日本人として初めてシルク・ドゥ・ソレイユに出演）、北尾佳奈子、、河辺美穂、九條春海、河辺美佳、酒井麻里子（アーティスティックスイミング）、杉山美紗
KÀ高橋典子（チーフ・アーチャーの娘「ダイアナ」を演じている）、能登原あい、高見亜梨彩
The Beatles LOVE佐藤麻衣
Criss Angel Believe熊谷拓明、やまだしげき（クリスタルボールを使用したキャラクターを演じている。）
La Nouba船木勇佑、粕尾将一（スキッピングロープ）、池田貴広（BMX）、深見健太（ブレイクダンス）
QUIDAM田口師永（スキッピングロープ）
DRALION徳間宙意
Varekai石岡瑛子（衣装デザイン）、大倉めぐみ（ヴァイオリン）
CORTEO奥澤秀人（日本人初のオーデション合格者、日本公演ではパフューマーを演じている）、大倉めぐみ（ヴァイオリン）
oVo谷口博教 、矢部亮、出来田和哉
TOTEM宮海彦、藤巻立樹、奥澤秀人、五十川舞香
MICHAEL JACKSON THE IMMORTAL WORLD TOUR辻󠄀本知彦、高橋雄太、鈴木大輔、外崎成仁、谷本竜也、清水翔吾 田村允宏、野呂昴大、出来田和哉、Mariko、中尾一貴
Amaluna境野智美、境野友香
Delirium谷よう子
WINTUK大倉めぐみ（ヴァイオリン）、有薗啓剛
ZED稲垣正司、吉野和剛、佐藤麻衣、横山真吾
ZAIA佐藤麻衣
KURIOSBLACK（シルク・ドゥ・ソレイユ初のヨーヨーアーティスト）、池田一葉（クララ役）
ZumanityMariko
VOLTA吉田尚生
Koozå
品川瑞木
CRYSTAL
望月梨早
JOYA
カプリオール、alt type（シルク・ドゥ・ソレイユ初のダブルダッチアーティスト）
Viaggio & SONOR（クルーズ船 MSC Meraviglia での Cirque Du Soleil At Sea）
KAZ（beatbox）

- レジデント、ツアーではないイベントショーに出演した日本人*

Maho Udo（有働真帆）